# Nationalsozialistische Betriebszellenorganisation
La Nationalsozialistische Betriebszellenorganisation (NSBO) u Organización Nacionalsocialista de Células de las Empresas fue una organización de trabajadores del NSDAP en la Alemania nazi.

## Historia
Por iniciativa del dirigente nazi Johannes Engel (quien más tarde sería miembro de la SS y del Reichstag), algunos miembros del NSDAP que trabajaban en grandes fábricas, ubicadas mayormente en el área de Berlín,  comenzaron a organizarse a partir de 1927 en grupos de agitación sindical. Intentaron tomar como modelo la estructura organizacional de la Revolutionäre Gewerkschafts-Opposition del KPD (es decir, la estructuración por «células de empresa» que tenía la organización sindical de los comunistas en la República de Weimar), con el objetivo de presentarse también como una alternativa a los sindicatos mayores. 
La NSBO fue la organización fundada en 1928 por Engel a partir de esos grupos nazis. El 15 de enero de 1931, la NSBO fue declarada «Reichsbetriebszellenabteilung» (Departamento de Células de Empresas del Reich alemán) del Partido nazi. Comenzó a incrementar su número de afiliados por medio de agresivas campañas que incluían propaganda y violencia bajo el grito de guerra: «Hinein in die Betriebe!» (¡A entrar en las fábricas!), que fue abreviado a «Hib».
En general, la NSBO tuvo poco éxito entre los obreros organizados alemanes, con excepción de ciertas regiones donde apoyaban las huelgas, como la huelga de transporte en Berlín. Como resultado de la campaña «Hib», la NSBO aumentó su membresía a solo unos 300.000 afiliados a fines de 1931; mientras que los sindicatos libres (freie Gewerkschaften, de orientación socialista) y  los sindicatos cristianos del Partido de Centro tenían ya más de 5 millones de afiliados. Debido a su bajo número de miembros, la NSBO nunca llegó a ser una organización sindical con derecho a negociación colectiva. Tampoco las cuotas que pagaban los afiliados a la NSBO permitían financiar las pérdidas de ingresos de los trabajadores en huelga, por lo que dependían de donaciones para conformar un fondo de huelgas. 
Los sindicatos alemanes en esta época no estaban organizados por empresa o fábrica de acuerdo el principio que dominaba en otros lugares del mundo de «una empresa, un sindicato», sino principalmente por la pertenencia a un área de actividad productiva o, derechamente, a la  filiación a un partido político. En este sentido, algunos historiadores reconocen al NSBO como «sindicato».
Algunas secciones de la NSBO tenían una ideología similar al nacional-bolchevismo. Creían que después de que ocurriera la «revolución nacional» debía seguir una «revolución social», para terminar con las elites existentes. Esta actitud les ganó simpatías en algunos lugares, como Nordhorn, una ciudad industrial textil en el distrito de Grafschaft Bentheim, donde la NSBO derrotó a los previamente fuertes sindicatos comunistas en las elecciones para el consejo de obreros industriales en 1933. Los métodos de la NSBO incluían igualmente la violencia armada para protestar contra las reducciones salariales en una fábrica particular.
La NSBO alcanzó una importancia más allá de lo regional el mismo día de la prohibición de los sindicatos en Alemania, el 2 de mayo de 1933, cuando aparecieron como los responsables de la acción para la ocupación de las sedes de los sindicatos. Para ello se formó un comité denominado Aktionskomitee zum Schutze der deutschen Arbeit («Comité de Acción para la Defensa del Trabajo Alemán»), donde la NSBO fue representada por Reinhold Muchow y dirigida por Robert Ley, quien por aquel entonces aún era director de los funcionarios de la organización política del NSDAP. 
Sin embargo, el momento de gloria fue muy breve dado que a los pocos días se fundó el Frente Alemán del Trabajo (DAF). No se cumplieron las esperanzas de los miembros de la NSBO de que su organización se transformara en el «núcleo de un sindicato unitario vinculado al partido»: Su función se limitó en lo sucesivo a impartir instrucción doctrinaria en las empresas. Finalmente, con el asesinato de Gregor Strasser y de otros miembros de la organización en 1934 se redujo aún más la influencia del NSBO. En 1935 se disolvió de manera definitiva en favor de la DAF.